# 香港行政長官會同行政會議
香港行政長官會同行政會議（英語：Hong Kong Chief Executive-in-Council），是簡稱香港行政長官會同行會、行政長官會同行政會議或行政長官及行政會議成員，香港政府史上最高的行政機關（包括立法會議員以及政府官員）等相關建議方案，相當於內閣。根據部分香港法例，如要根據法例訂立附屬法例及作出重要行政決策，必須經過香港行政長官會同行政會議作出決定。

## 歷史

### 回歸前：1840-1997年
1841年的香港英治時期前身為總督會同行政局地位相當於英國的「國王（或女王）會同樞密院」（或）（Council指樞密院）。遵循英制，在擁有行政會議建制的英國殖民地（以及現已獨立的英聯邦王國内），當地法律大多會規定某些行政權力（包括某些附属立法權）由「總督會同行政會議（或行政局）」行使主權等至1997年6月30日為止。

### 回歸後：1997年至今
1997年7月1日，香港主權移交後，雖然香港特別行政區行政長官由中國國務院總理簽署國務院令任命，但其憲政地位不是中國在香港的代表（代表為香港中聯辦主任），因此宪政地位与過去作為英国君主代表之总督有所不同，惟行政長官大致上承繼了香港總督的權力，因此香港法律中之總督會同行政局替廢除後概念由行政長官會同行政會議取代。

## 爭議
梁振英認為，「會同」兩字在香港政治制度下是錯誤翻譯，因為即使大部份行政局成員反對，最終決定權仍然在香港總督手上。梁振英認為，正確翻譯應該為「在行政局内」。这異於英国和其他西敏制地方：在此等地方，某人“会同”会议行使之权力是必须得到会议同意方可行使，例如英国國王如果没有得到英国枢密院认可，是无权独立行使法律规定须由「國王会同枢密院」行使之权力；同样地，澳大利亚总督如果没有得到联邦行政会议认可，也是无权独立行使法律规定须由「总督会同行政会议」行使之权力。
行政長官會同行政會議批出香港免費電視及香港收費電視節目服務牌照、批准某學校升格為大學及實施緊急法等決定，均各引發不同爭議。